# 문경 지취헌 고택
문경 지취헌 고택(聞慶 篪吹軒 古宅)은 대한민국 경상북도 문경시 산양면 존도리에 있는 조선시대의 고택이다. 2010년 6월 10일 경상북도의 문화재자료 제575호로 지정되었다.

## 지정 사유
경상북도 북부지역에 18세기 후기의 농촌 반가(班家)로 안채와 사랑채가 이자형(二字型) 배치 형태를 이루고 있다는 점, 조선시대 후기의 상류주택 건축수법과 차별화된 가옥형태의 변천과정을 볼 수 있다는 점 그리고 현 거주자에 이르기까지 조선시대 후기 농촌 반가의 주생활 변천과정을 엿볼 수 있다는 점에 주목할 만하다.
그러나 전통 한옥에서 그 치목수법이나 결구수법 등 독특한 건축적 특징은 찾아볼 수 없으나 전통건축의 주생활 변천사의 자료적 의미를 부여하여 문화재자료로 지정하기로 하며, 지정대상 선정공고 시 문화재 명칭인 『문경 류은하가옥』을 이 집을 처음 건립한 류혜춘의 호를 활용하여 『문경 지취헌고택』으로 변경하기로 한다.

## 참고 자료
- 문경 지취헌고택 - 국가유산청 국가유산포털